# Volutifusus torrei
Volutifusus torrei is een slakkensoort uit de familie van de Volutidae. De wetenschappelijke naam van de soort is voor het eerst geldig gepubliceerd in 1937 door Pilsbry.